# Гейгер, Збигнев
Зби́гнев Ге́йгер (пол. Zbigniew Geiger) (род. 13 сентября 1939,  Тлумач, Станиславовское воеводство, Польша) — польский актёр театра, кино и телевидения.

## Биография
В 1964 году окончил актёрский факультет киношколы в Лодзи (теперь Высшая Государственная школа кинематографа, телевидения и театра им. Леона Шиллера).
В 1964—1976 г. выступал на сцене театра «Powszechny», в 1978 г. — театра Ziemi Łódzkiej, с 1980 г. — актёр театра им. Тувима в Лодзи.

## Творчество

### Фильмография
- 1963 — Йокмок / Yokmok — член банды
- 1965 — Потом наступит тишина / Potem nastąpi cisza
- 1966 — Четыре танкиста и собака — в эпизоде — немецкий пленный
- 1971 — Викторина или господин из Бовэ? / Wiktoryna czyli czy Pan pochodzi z Beauvais? — солдат
- 1972 — На краю пропасти / Na krawędzi — офицер в гражданском
- 1973 — Чёрные тучи / Czarne chmury (телесериал) — депутат Семиградский
- 1973 — Следствие / Śledztwo (телесериал) — сержант полиции
- 1975 — Директора / Dyrektorzy (телесериал)
- 1978 —  Семья Поланецких[пол.] / Rodzina Połanieckich
- 1978 — Смерть президента / Śmierć prezydenta — секретарь Солтик
- 1978 — До последней капли крови / Do krwi ostatniej…
- 1978 — Свадьбы не будет / Wesela nie bedzie
- 1981 — Ва-банк — секретарь Крамера
- 1981 — Государственный переворот / Zamach stanu — офицер
- 1984 — Ва-банк 2 — Ставиский
- 1999 — Последняя миссия / Ostatnia misja — главарь парижской мафии Фарина.